# Keep the Lights On
Keep the Lights On è un film del 2012 diretto da Ira Sachs, con protagonisti Thure Lindhardt e Zachary Booth.
Il film si basa sulla passata relazione di Sachs con Bill Clegg, un agente letterario che ha raccontato la sua dipendenza dalle droghe nel libro di memorie Ritratto di un tossico da giovane (Portrait of an Addict as a Young Man).

## Trama
Nella New York del 1997, Erik, un documentarista gay dichiarato incontra Paul, un avvocato che vive la propria omosessualità in modo velato. Quello che sembrava inizialmente un incontro finalizzato al sesso, diventa con il tempo un rapporto intenso. Innamorati, i due uomini decidono di mettere su casa e costruirsi una vita insieme, nonostante entrambi debbano lottare con i propri fantasmi: sesso e tossicodipendenza.

## Distribuzione
Il film è stato presentato in anteprima al Sundance Film Festival nel gennaio 2012. Il film è stato inoltre selezionato per la sezione "Panorama" della 62ª edizione del Festival di Berlino, dove vince il Teddy Award.